# 三島霜川
三島 霜川（みしま そうせん、1876年7月30日 - 1934年3月7日）は、日本の作家、演劇評論家。

## 人物・来歴
富山県中田町（現：高岡市）に漢方医の長男として生れる。本名、才二。
家業を継がせようという父の意に反し上京、尾崎紅葉に師事した。22歳の時、出世作『埋れ井戸』を発表。1907年に発表した『解剖室』と『平民の娘』が好評で迎えられ、中堅作家としての地位を得た。
ところが次回作として期待された『虚無』の手ひどい不評を契機に、創作活動は急速に衰え、文壇の圏外へと脱落した。
以来彼の活動は、家庭小説など通俗小説、児童向け歴史もの、『演藝畫報』に寄せる劇評や感想に移り、同誌に数年にわたって連載された『大正役者藝風記』は、没後中央公論社から出版され、名著と称えられた。
ほかに千山楼主人の筆名を用い、また三島才二の本名で芸能関係の古典籍を編纂した。

## 著書
- 『自由結婚』徳田秋声共著 駸々堂 1902
- 『軍人の家庭』岡鬼太郎共編 隆文館 1904
- 『日露激戦鴨緑江』金港堂 1904
- 『妙な女 家庭小説』大学館 1907
- 『野分 家庭小説』千山楼主人 大学館 1908
- 『毘沙門丸 伝奇小説』千山楼主人 大学館 1908
- 『女の野心』大学館 1908
- 『華族の娘 家庭小説』大学館 1908
- 『家庭の波 家庭小説』大学館 1908
- 『月島丸の行衛 探検小説』成功雑誌社 1908
- 『不運の娘 家庭小説』大学館 1908
- 『不思議の池 心理小説』大学館 1908
- 『ハイカラ(お伽噺十人十色)』 金港堂書籍 1908
- 『花の御殿(お伽小説』 隆文館 1909
- 『ゆきちがい』島之内同盟館 1911
- 『令嬢奈美子』大学館 1911
- 『太閤秀吉』金の星社 (世界少年少女偉人伝大系) 1926
- 『大楠公』金の星社 (世界少年少女偉人伝大系) 1926
- 『源義経』日本歴史実伝物語叢書 1 金の星社 1927
- 『曽我兄弟』日本歴史実伝物語叢書 2 金の星社 1927
- 『赤穂四十七士』日本歴史実伝物語叢書 3 金の星社 1927
- 『小楠公』日本歴史実伝物語叢書 4 金の星社 1927
- 『信玄と謙信』日本歴史実伝物語叢書 5 金の星社 1927
- 『維新哀史 彰義隊と白虎隊』日本歴史実伝物語叢書 6 金の星社 1927
- 『関ケ原大合戦』日本歴史実伝物語叢書 7 金の星社 1927
- 『新田義貞 南朝哀史』日本歴史実伝物語叢書 8 金の星社 1928
- 『八幡太郎義家』日本歴史実伝物語叢書 9 金の星社 1928
- 『西郷隆盛』日本歴史実伝物語叢書 金の星社 1928.10
- 『少年太閤記』金の星社 1929
- 『少年八犬伝』曲亭馬琴原作 金の星社 1929
- 『少年膝栗毛』十返舎一九原作 金の星社 1930
- 『少年水滸伝』金の星社 1930
- 『少年日本外史 源平の巻』頼山陽原作 金の星社 1935
- 『少年日本外史 南北朝の巻』金の星社 1935
- 『役者芸風記』中央公論社 1935
- 『三島霜川選集』全3巻 三島霜川選集刊行会 1979